# Aroa junctifera
Aroa junctifera är en fjärilsart som beskrevs av Walker 1865. Aroa junctifera ingår i släktet Aroa och familjen tofsspinnare. Inga underarter finns listade i Catalogue of Life.